# Schwandorf
Schwandorf (pronunciación en alemán: /ˈʃvaːnˌdɔʁf/ⓘ) es un poblado, capital del Distrito de Schwandorf, en la región de Alto Palatinado, en el noreste de Baviera, en Alemania. Se sitúa cerca del Río Naab, una afluente del Danubio. En 2011, el pueblo tenía 27,802 habitantes.

## Ciudades hermanas

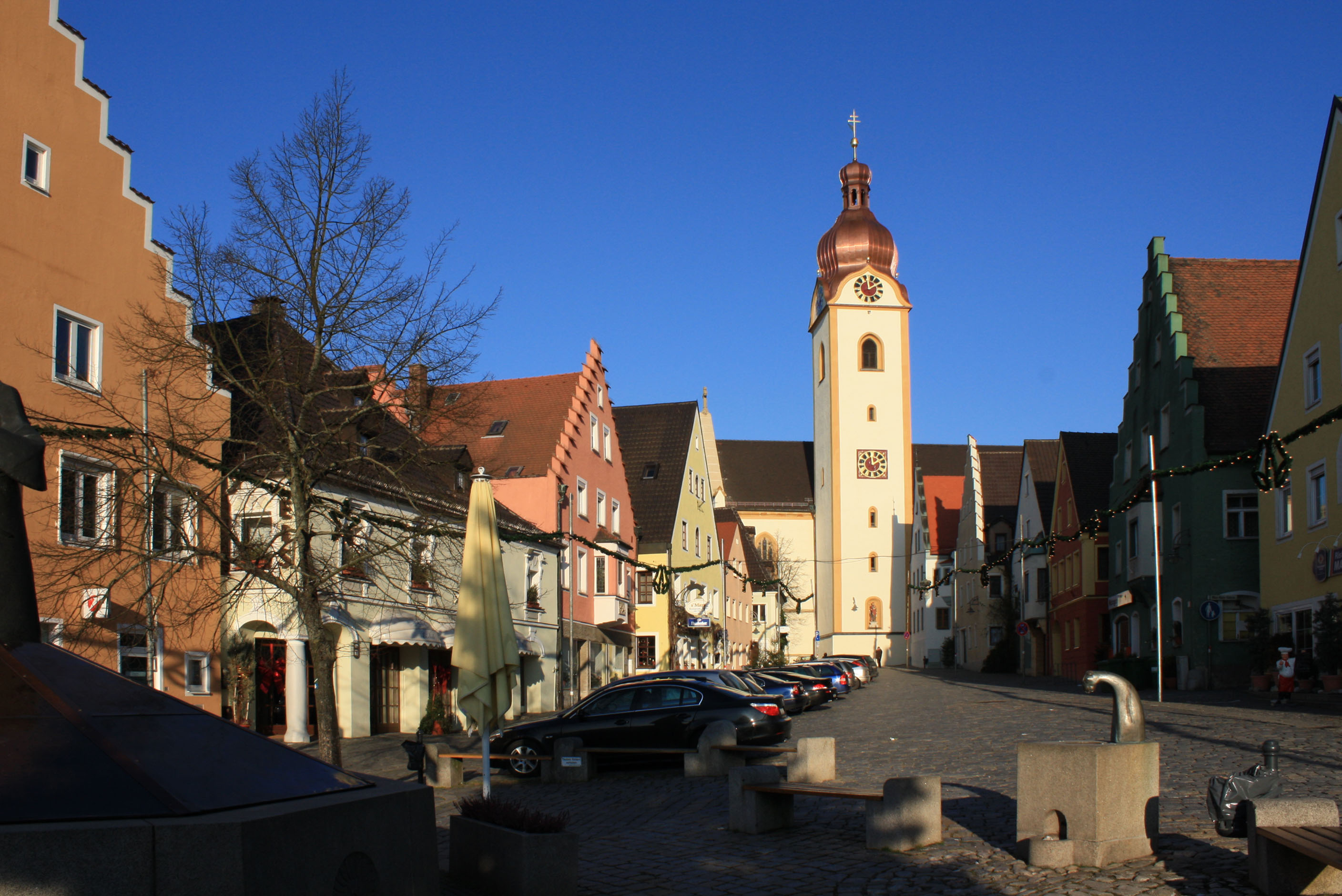
Vista de la parroquia de St. Jakob en el pueblo

- Sokolov, República Checa
- Libourne, Francia